# Allium hissaricum
Allium hissaricum är en amaryllisväxtart som beskrevs av Aleksei Ivanovich Vvedensky. Allium hissaricum ingår i släktet lökar, och familjen amaryllisväxter. Inga underarter finns listade i Catalogue of Life.